# 安藤次長
安藤 次長（あんどう つぐなが）は、江戸時代前期から中期にかけての旗本。

## 経歴
安藤次重の子として生まれ、天和元年（1681年）7月12日に遺跡を継ぐ。天和3年（1683年）閏5月21日に書院番となる。元禄11年（1698年）、上野国の所領を武蔵国久良岐郡に移される。元禄14年（1701年）8月21日、職を免ぜられる。宝永2年（1705年）9月27日、44歳で死去。

## 系譜
- 父：安藤次重
- 母：大久保忠知の娘
- 正室：奥山良勝の娘
- 長女：安藤次種室 - 安藤信秀養女
- 次女：大久保忠根室 - 安藤定房養女
- 養子：安藤信秀 - 奥山甚右衛門の次男